# Klucz Frontowy Nr 1 (Ła)
Klucz Frontowy Nr 1 (Ła) – polska jednostka lotnicza utworzona we Francji w maju 1940 w jako jednostka Polskich Sił Powietrznych.
Jednostka została przydzielona do francuskiej Groupe de Chasse III/2 (Grupy Myśliwskiej III/2)  w Cambrai gdzie użytkowała samoloty Morane MS.406. Do 10 maja klucz wykonywał patrolowanie na odcinku Maubeuge-Valenciennes, następnie prowadził walki powietrzne w rejonie Namur-Liège. W działaniach odwrotowych armii francuskich zajmował kolejno lotniska: Beauvais, Persanne-Beaumont, Romilly, Auxerre, Issodun. 31 maja klucz został przezbrojony na samoloty Curtiss P-36 Hawk. 17 czerwca jednostkę przeniesiono do Perpignan i przeznaczono do działań na froncie włoskim. 21 czerwca w związku z zawieszeniem broni, klucz w komplecie przeleciał do Algieru, gdzie po przekazaniu samolotów miejscowym władzom wojskowym został rozformowany.
W trakcie całej kampanii jednostka uzyskała 3½ zwycięstwa powietrznego i utraciła 1 pilota (sierż. Leopold Flanek).

## Piloci jednostki
- kpt. Stefan Łaszkiewicz – dowódca
- por. Stefan Zantara
- sierż. Leopold Flanek